# Rio Itapecuru
Rio Itapecuru no município de Timbiras

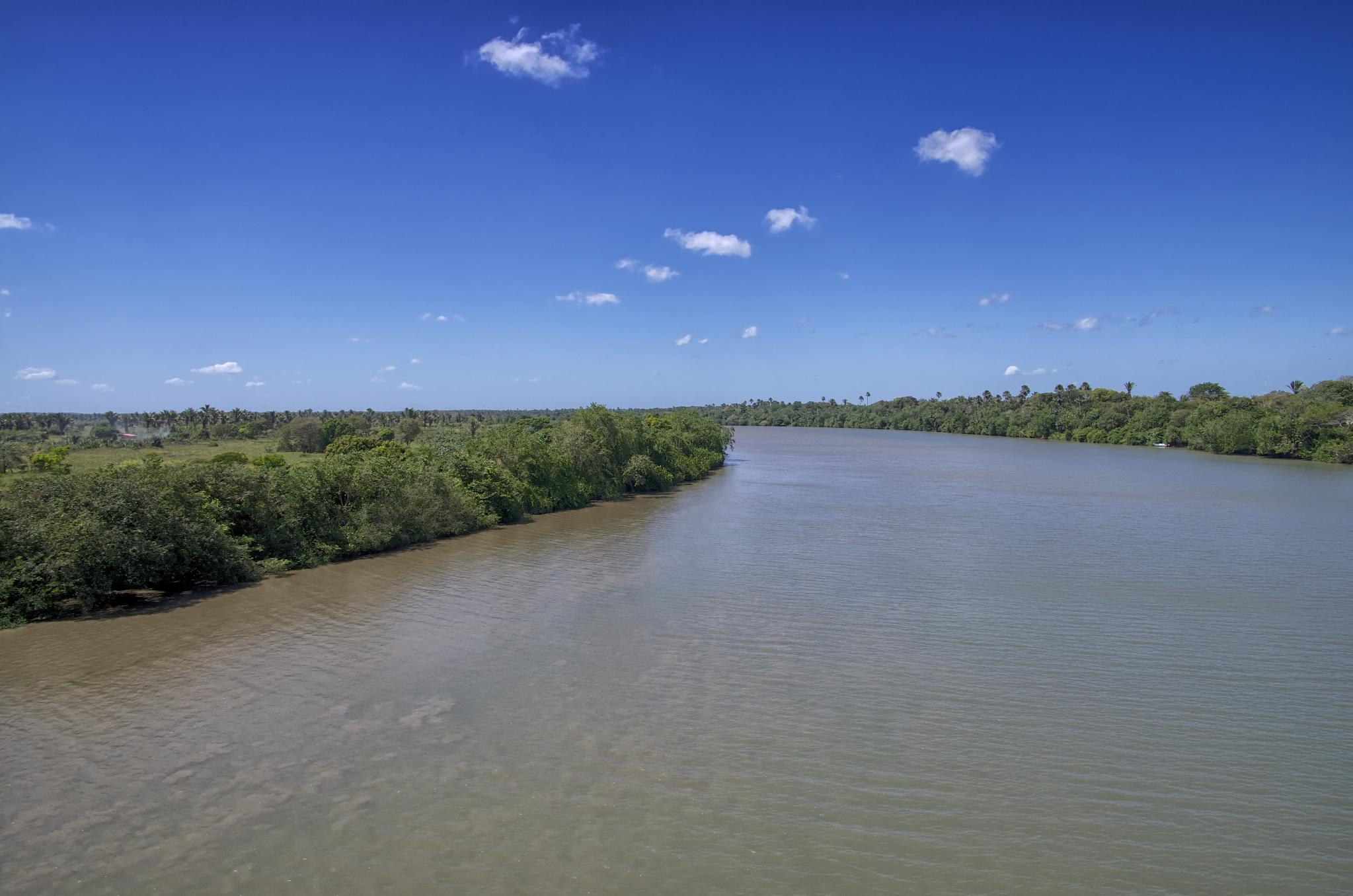
Rio Itapecuru, na cidade de Rosário

O rio Itapecuru é um curso d'água brasileiro que banha o estado do Maranhão. Com 1.450 km de extensão e largura que varia de 50 a 120 metros, o rio nasce no sul do estado e corre no sentido nordeste–norte até desaguar na baía de São José, golfão Maranhense.
Com 52.972,1 km² e ocupando 16% do território estadual, a bacia do Itapecuru encontra-se inteiramente localizada no Maranhão e abastece 60% da população de São Luís, além de outras cidades no estado.
O curso do rio pode ser fisicamente caracterizado em três regiões: alto, médio e baixo Itapecuru.

## Etimologia
O nome Itapecuru provém do tupi ita (pedra) pe (caminho) e curu (influência) e significa "água caminha entre as pedras". Já o historiador Teodoro Sampaio sugeriu que os termos itapé-curú significavam "a laje formada de cascalhos ou seixos" ou "a laje áspera".

## História
A relevância do rio Itapecuru para o desenvolvimento dos municípios localizados na bacia configurou-se desde o Período Colonial, desempenhando importante papel no povoamento da área abrangida pela bacia, sendo a via mais acessível para o interior da região.
O rio funcionou, ao longo do tempo, como via de circulação para barcos que abasteciam as comunidades ribeirinhas e adquiriam a produção local.
A economia do Maranhão, no século XIX, era baseada na exportação do algodão, realizada por meio do transporte fluvial por companhias de navegação a vapor no rio Itapecuru, que banhava as regiões produtoras, como o município de Caxias, até o porto de São Luís. A capital do estado também desenvolvia um parque industrial têxtil, mas era necessário uma forma de transporte mais eficiente.
A atividade e navegação é reduzida após a construção da Estrada de Ferro São Luís-Teresina, cujo traçado acompanha praticamente o curso do rio, interligando os municípios que se localizam às suas margens, da cidade de Caxias até a foz.
Com a importância do rio para o desenvolvimento econômico da região, surgiram, em suas margens, importantes cidades como Mirador, Colinas, Caxias, Codó, Timbiras, Coroatá, Pirapemas, Cantanhede, Itapecuru-Mirim e Rosário, além de outras situadas na área da bacia.

## Bacia hidrográfica

### Características gerais
Com 1.450 quilômetros desde a nascente, nos contrafortes das serras da Crueira, Itapecuru e Alpercatas, a 530 metros de altitude, até a desembocadura na baía do Arraial, ao sul da ilha de São Luís, a bacia do Itapecuru passa por 55 municípios e favorece uma população de 1.622.875 pessoas, de acordo com o IBGE.
Desses municípios, 20 estão totalmente dentro da bacia, e os demais 35 estão parcialmente inseridos no vale – ou seja, parte de seus territórios extrapola os limites da bacia hidrográfica.
A bacia do Itapecuru se estende a leste do estado, ocupando considerável área de sul a norte, em terrenos relativamente baixos e de suaves ondulações.
Sua bacia constitui-se num divisor entre as bacias do Parnaíba, a leste, e a do Mearim, a oeste. Os principais afluentes da margem direita são os rios Corrente, Pirapemas,  Itapecuruzinho e os riachos Seco, do Ouro,Curimatã, Gameleira, Cachimbo e Guariba. Pela margem esquerda destacam-se os rios Alpercatas (principal afluente), Peritoró, Pucumã, Baixão do Vigia, Baixão da Bandeira, Douradinho, Olho D´água, Codozinho, dos Porcos, e Igarapé Grande, além dos riachos, São Felinha, da Prata e dos Cocos. Outros afluentes são os rios Santo Amaro,Tapuio, Timbiras e Coroatá.
O rio Itapecuru compreende três cursos:
- Alto Itapecuru - das nascentes até Colinas;
- Curso Médio do Itapecuru - entre Colinas e Caxias;
- Baixo Itapecuru - de Caxias até a foz em Rosário, onde chega ao oceano Atlântico pela baia do Arraial.

Localizado na Mata dos Cocais, prevalece uma vegetação transicional entre o cerrado, a Floresta Amazônica e a Caatinga, rica em palmeiras, em especial o babaçu.[carece de fontes?]

### Subdivisões
O Alto Itapecuru vai da nascente no município de Mirador, onde ainda continua bem preservado e resguardado pelo Parque Estadual do Mirador, onde a Coopermira, Cooperativa dos Técnicos em Proteção Ambiental do Parque Estadual do Mirador, exerce a responsabilidade de gerir a unidade com um trabalho de fiscalização e educação ambiental.
Nesta área predominam chapadões, chapadas e encostas, com um relevo fortemente ondulado, atingindo altitudes de 350 metros nas serras do Itapecuru, Crueiras e Boa Vista. É uma região de difícil navegabilidade, a qual é possível apenas em pequenas canoas até o seu mais importante afluente, o rio Alpercatas, em Colinas.
O Curso Médio do Itapecuru localiza-se entre os municípios de Colinas e Caxias. Aqui prevalece o relevo de chapadas baixas, com ondulações de graus suave a expressiva, sendo a diferença de altitude da ordem de 60 metros.

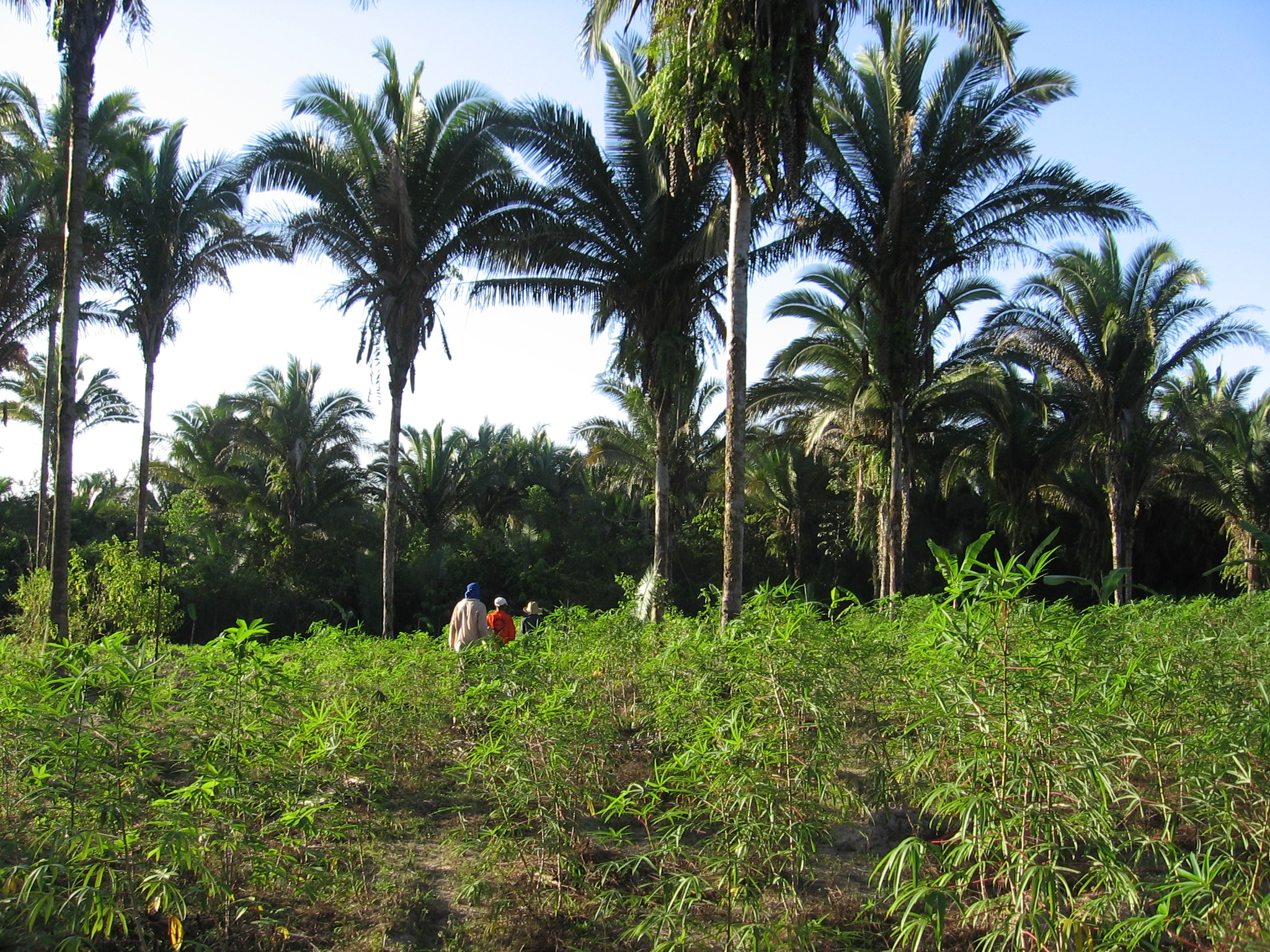
Babaçu, palmeira característica do vale do rio Itapecuru

O Baixo Itapecuru estende-se de Caxias até a foz, desaguando na baía do Arraial em Rosário, depois de percorrer cerca de 1.050 km, à sudeste da Ilha de Upaon-açu, na forma de 02 braços de rios denominados: Tucha e Mojó. Na região da desembocadura, fica localizada a Área de Proteção Ambiental Upaon-açu-Miritiba-Alto Preguiças.
Caracteriza-se por um relevo suave a ondulado. É o trecho de maior navegabilidade que é, contudo, prejudicada pela baixa declividade do terreno, o que acaba formando bancos de areia a partir de Itapecuru-Mirim até Rosário onde se encontra a foz.

### Biodversidade
O clima do estado do Maranhão compreende uma transição entre o clima Superúmido da Amazônia e o Semiárido do Nordeste. Caracteriza-se como quente, semiúmido, tropical de zona equatorial, com duas estações distintas que vão de úmida (janeiro a junho) a seca (julho a dezembro).

No alto curso do rio, há o predomínio do bioma cerrado, com destaque para árvores de pequeno e médio porte, retorcidas e tortuosas, de casca grossa. Alguns exemplos são: pau-terra (Qualea grandiflora Mart.), o pequi (Caryocar brasiliense Camb.), a lobeira; o bacuri (Platonia insignis), murici (Byrsonima coccolobifolia); além de plantas medicinais, como o jatobá (Hymenae courbaril), a sucupira, aroeira (Myracrodrum urundeuva), entre outras espécies distribuídas em áreas graminosas. A mata ciliar é constituída principalmente por palmeira de buriti (Mauritia flexuosa) principalmente na nascente.

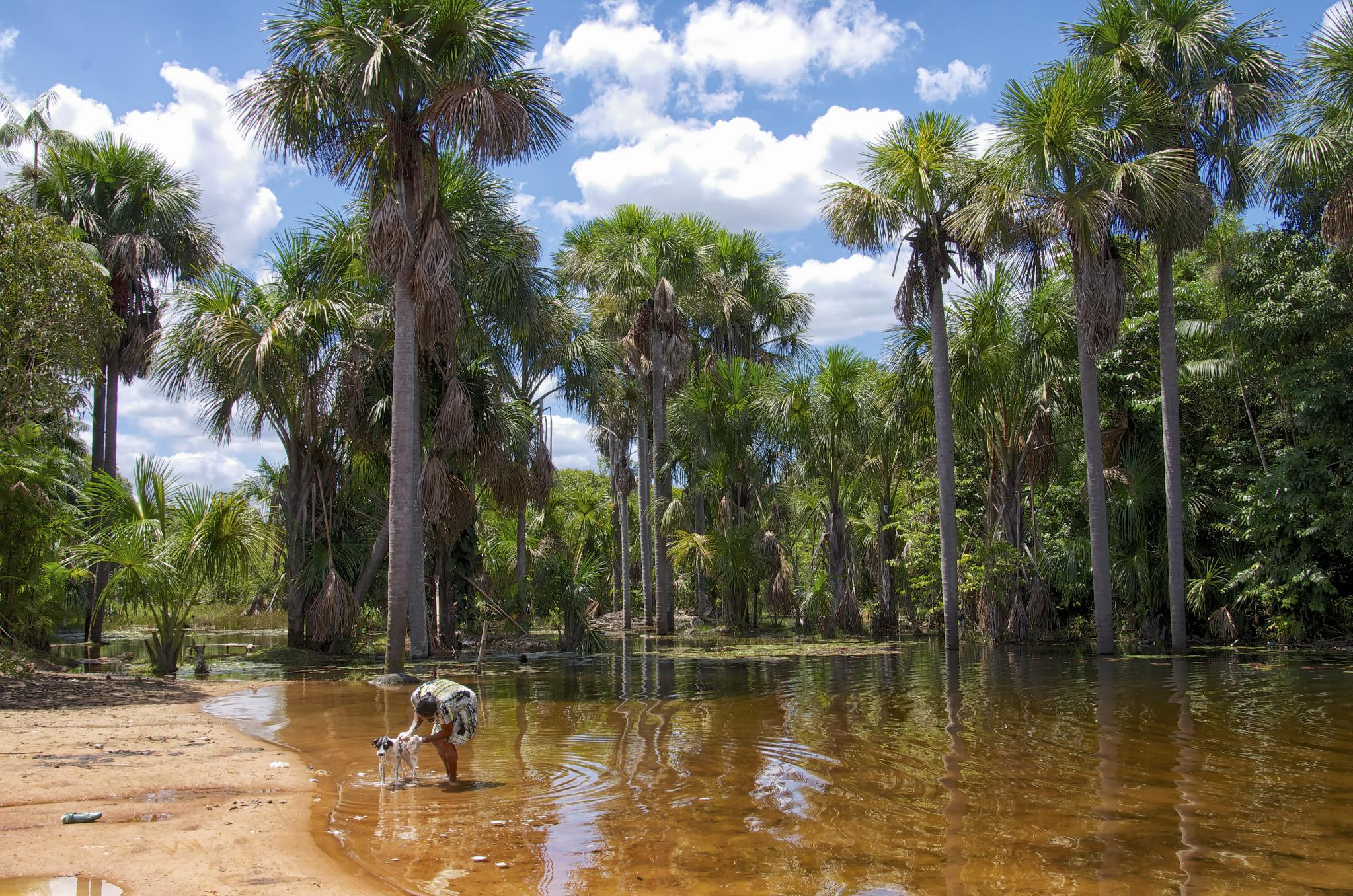
Buritizal na zona rural de Rosário

A cobertura vegetal que domina o médio curso do Itapecuru é a mata dos cocais, especialmente o babaçu (Orbignia phalerata), a carnaúba (Copernicia cerifera) e o buriti (Mauritia flexuosa) e que também se distribui ainda no baixo curso.
Com relação à fauna silvestre terrestre, grande parte já se encontra escassa, notadamente nas áreas de maior densidade populacional. A fauna é representada por preá, tatu, peba, veados, gato-do-mato, lagartos e cobras. Entre as aves, podem ser observados: gaviões, seriemas, corujas, pica-paus.
Pescadores da região do médio curso do rio relatam a redução, nos últimos anos, da fauna ictiológia, sendo alguns exemplos de peixes existentes no rio: piaba, pacu, curimatá, pescadinha, mandi, piau, surubim, dentre outros.

### Sistema Italuís
O Sistema Italuís, implantando em 1982, é utilizado para o abastecimento da cidade de São Luís.
Após a captação, a água recebe tratamento para se adequar ao consumo humano e, em seguida, vai para Bacabeira, Santa Rita e São Luís, onde abastece cerca de 60% das casas da capital maranhense, como os bairros Renascença, São Francisco, Vinhais, área Itaqui-Bacanga, Coroadinho, Vila Palmeira, Cohama, Angelim, Bequimão, São Cristovão, Tirirical, dentre outros, em um total de 159 bairros e atendendo em torno de 600 mil pessoas.
O desgaste causado pelo tempo foi uma das principais causas dos constantes rompimentos da adutora ao longo dos anos, agravados em razão da salinidade existente no local, favorecendo o acelerado processo de corrosão. Na tentativa de solução do problema, em maio de 2018, entrou em operação a Nova Adutora do Italuís.

A complexidade da obra envolveu a substituição de 20 quilômetros de tubulação na região do Campo de Perizes. Ela foi construída com estrutura de aço de 1.400 milímetros – diferentemente da antiga, construída em ferro fundido de 1.200 milímetros e com boa parte da estrutura já degradada.

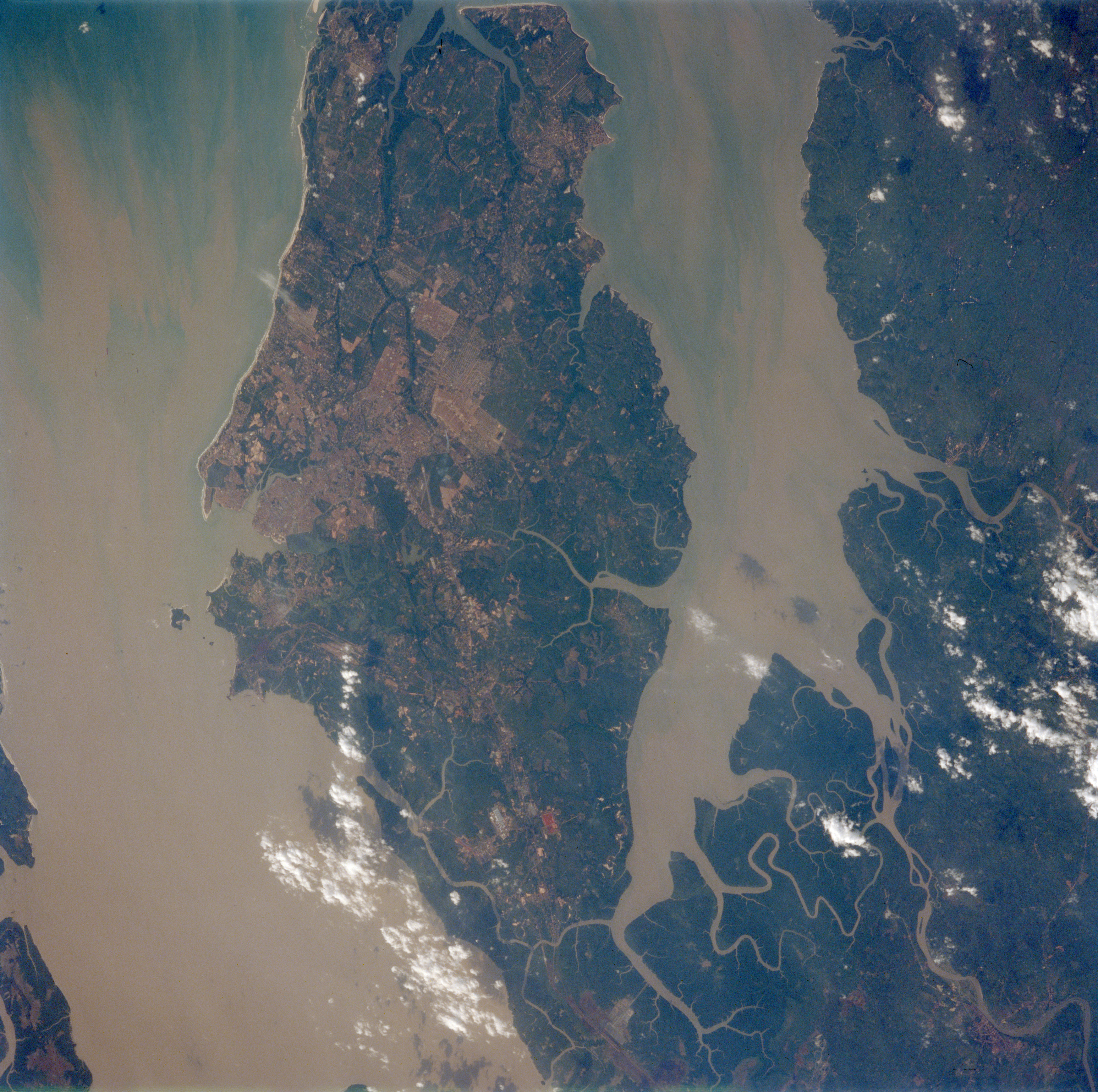
Ilha de Upaon-Açu (São Luís): a foz do rio à sudeste da ilha em Rosário

Como parte da obra, também foi feita a implantação de uma ponte de sustentação, atravessando o Estreito dos Mosquitos, que separa a ilha de Upaon-Açu do continente. A ponte tem 110 metros de comprimento, 16 metros de altura e pesa 350 toneladas. Além disso, a ponte tem tubos para construção de outra adutora, para ser usada na futura expansão do sistema. Foi feita ainda a elevação da estrutura da adutora, evitando contato da tubulação com estuário de cunha salina (um ambiente aquático de transição entre um rio e o mar), comum na área. A nova adutora conta também com novos mecanismos para manutenção, que permitem reparos na estrutura.
A nova adutora do Italuís representa um aumento de 30% de vazão de água tratada para São Luís, ou 500 litros a mais por segundo.
Antes de chegar a São Luís, a água percorre um longo caminho. A água é captada no rio Itapecuru, logo após a cidade de Bacabeira, entre os municípios de Rosário e Santa Rita. Depois, ela é tratada em estação própria. Em seguida, percorre a adutora, que possui 56 km no total, e que fica às margens da BR-135, até a câmara de transição situada no bairro do Tirirical.
Só então, a água é distribuída para os reservatórios nos bairros da capital.

## Degradação ambiental
O rio Itapecuru está com sua bacia hidrográfica muito modificada em razão do uso incorreto de seu solo e da poluição de suas águas, levando à diminuição da quantidade dos peixes.
O desmatamento das margens do rio é um dos fatores responsáveis pela degradação da bacia, o que contribui para o processo de assoreamento.O processo de poluição da água, o assoreamento, a destruição das matas ciliares e a retirada ilegal de areia já fizeram o rio perder 73% do seu volume.
Há preocupação com  cerca de 500 mil hectares de áreas sem vegetação, 900 quilômetros de cursos de água desprotegidos e 40% do território suscetível à erosão.
A degradação do solo altera a estrutura física e também a capacidade do solo de produzir, devido ao assoreamento dos elementos nutritivos e das partículas de sedimentos, ocasionando a deposição no leito do rio, reduzindo o seu volume e profundidade.